# Jonas Jonasson
Jonas Jonasson (celým jménem Pär-Ola Jonas Jonasson, původně Per Ola Jonasson) (* 6. července 1961, Växjö, Švédsko) je švédský spisovatel a novinář, nejznámější svým románem Stoletý stařík, který vylezl z okna a zmizel.

## Životopis
Jonasson se narodil jako syn řidiče záchranné služby a zdravotní sestry ve Växjö v jižním Švédsku. Po studiu švédštiny a španělštiny na univerzitě v Göteborgu pracoval do roku 1994 pro deník Smålandsposten a později večerník Expressen v rodném Växjö. O dva roky později založil vlastní mediální společnost OTW, ve které pracovalo 100 zaměstnanců. Pracoval i jako producent švédské televize TV4. Po dvaceti letech trpěl bolestmi zad a syndromem vyhoření. Během léčby se rozhodl v roce 2005 změnit životní styl, prodal svou společnost a odstěhoval se do Södermanlandu v jihovýchodním Švédsku s kočkou Molotov, která se objevila i v jeho prvním románu. V únoru 2007 měl svatbu s norskou manželkou a přestěhoval se s ní do městečka Ponte Tresa u Luganského jezera ve Švýcarsku. Zde se rozhodl dokončit dlouho plánovanou knihu Stoletý stařík, který vylezl z okna a zmizel. Narodil se mu syn, rozvedl se a syna získal do péče. Od roku 2010 s ním žije na ostrově Gotland. Z českých spisovatelů má v oblibě Jaroslava Haška a Milana Kunderu.

## Literární dílo
- JONASSON, Jonas. Stoletý stařík, který vylezl z okna a zmizel. [s.l.]: Panteon, 2012. 400 s. ISBN 978-80-87697-20-7., originál: Hundraåringen som klev ut genom fönstret och försvann. Kniha je Jonassonovým debutem vydaným v roce 2009. Anglicky vyšla v červenci 2012 (Velká Británie) a v září 2012 (USA). Celkem byla práva na knihu prodána do 40 jazyků. V roce 2010 se stal nejprodávanější knihou ve Švédsku, v roce 2011 nejprodávanějším románem ve Švédsku a do dubna 2013 se po celém světě prodalo přes 5 milionů výtisků. Za román obdržel několik literárních cen. Byl vydán i jako audiokniha (ve švédštině načetl herec Björn Granath). V Německu (kde bylo ke konci dubna 2013 prodáno 2 000 000 výtisků) byl Jonas Jonasson vyhlášen "autorem roku 2012". Román byl zfilmován švédským režisérem Felixem Herngrenem a film stejného názvu měl premiéru v roce 2014. Tento film měl největší rozpočet v historii švédské kinematografie. Hlavní roli v něm dostal švédský herec Robert Gustafsson.

V češtině knihu vydalo nakladatelství Panteon v roce 2012 v překladu Zbyňka Černíka (ISBN 978-80-87697-00-9). Zároveň s tištěnou verzí vydalo také audioknihu (což bylo vůbec poprvé na českém knižním trhu). Tu načetl Martin Stránský. Román vtipně popisuje fiktivní životní příběh Allana Karlssona, který se 2. května 2005 dožil 100 let. Místo oslavy narozenin však tajně opustí svůj pokoj v domově seniorů v Malmköpingu a vydá se za posledním životním dobrodružstvím. Současně s posledním příběhem je popisován i celý jeho život, ve kterém několikrát zasáhl do dějin 20. století a setkal se s mnoha světovými politickými vůdci (Francisco Franco, Harry Truman, Josif Stalin, Winston Churchill, Mao Ce-tung, Kim Ir-sen, Lyndon Johnson, Charles de Gaulle), manželkou Čankajška Sung Mej-ling nebo fyzikem Robertem Oppenheimerem. Aktivně se účastní španělské občanské války, vývoje atomové bomby v Los Alamos, čínské občanské války, zažije přechod přes Himálaj a vězení v Teheránu, pět let stráví v sovětském gulagu ve Vladivostoku, zaplete se do korejské války nebo pouličních nepokojů v Paříži v roce 1968. V rozhovoru Jonasson přiznal, že při psaní románu byl ovlivněn vojákem Švejkem od Jaroslava Haška.
- JONASSON, Jonas. Analfabetka, která uměla počítat. [s.l.]: Panteon, 2014. 416 s. ISBN 978-80-87697-36-8., originál Analfabeten som kunde räkna. Druhý Jonassonův román vyšel v originále v září 2013. Český překlad Luisy Robovské v roce 2014 vydalo opět nakladatelství Panteon.[2] Kniha vypráví příběh černošské dívky Nombeko Mayeki, která se v roce 1961 narodila v Sowetu, chudinském předměstí Johannesburgu. Přestože neumí číst, velmi dobře rozumí matematice. Postupně se dopracuje na pozici, ve které navrhuje jaderné hlavice a odstěhuje se do Švédska. Kniha se stala nejprodávanějším románem roku 2014 v České republice. Audiokniha načtená Martinem Stránským získala ocenění Audiokniha roku 2014 – cena posluchačů.

- JONASSON, Jonas. Zabiják Anders a jeho přátelé (a sem tam nepřítel). [s.l.]: Panteon, 2016. 320 s. ISBN 978-80-87697-50-4., originál: Mördar-Anders och hans vänner (samt en och annan ovän)). Jonassonův třetí román vyšel v září roku 2015 a o rok později vyšel v českém překladu Hany Švolbové.[3] Vypráví o propuštěném vězni Johanu Anderssonovi, který se seznámí s nezaměstnanou ateistickou pastorkou Johannou Kjellanderovou a hotelovým recepčním Perem Perssonem. Společně založí Agenturu pro ubližování na zdraví a Andersson za úplatu páchá násilí na lidech. Postupně se stane věřícím a chce konat dobré skutky. Současně s knihou byla opět vydána audiokniha načtená Martinem Stránským.

- JONASSON, Jonas. Stojednaletý stařík, který se vrátil, aby zachránil svět. [s.l.]: Panteon, 2019. 416 s. ISBN 978-80-87697-59-7., originál: Hundraettaringen som tänkte att han tänkteför mycket. V březnu 2019 vydalo opět nakladatelství Panteon čtvrtý Jonassonův román v překladu Hany Švolbové. Současně vyšla znovu audiokniha načtená Martinem Stránským. Román dějově navazuje na Jonassonovu první knihu. Allan Karlsson oslavuje své 101. narozeniny na indonéském ostrově Bali a při letu balónem se ztratí na moři.[4]

- JONASSON, Jonas. Sladká pomsta. [s.l.]: Panteon, 2020. 320 s. ISBN 978-80-87697-63-4., originál: Hämnden är ljuv AB. V roce 2020 vydalo nakladatelství Panteon pátý Jonassonův román v překladu Hany Švolbové.

- JONASSON, Jonas. Prorokyně a hlupák. [s.l.]: Panteon, 2022. 376 s. ISBN 978-80-87697-68-9., originál: Profeten och idioten. V roce 2022 vydalo nakladatelství Panteon šestý Jonassonův román v překladu Hany Švolbové.